# Superliner
O Superliner é um tipo de carro ferroviário de passageiros interurbano com dois andares, usado pela empresa estatal Amtrak — companhia de transporte ferroviário de passageiros nos Estados Unidos. A Amtrak ordenou que os carros substituíssem os carros antigos de um andar em seus trens de longa distância, no Oeste dos Estados Unidos. O projeto foi baseado nos veículos Budd Hi-Level, empregados pela ferrovia de Santa Fe em seus trens El Capitan. A empresa Pullman Company, construiu 284 carros conhecidos como Superliner I, no período de 1975 a 1981; A Bombardier Transportation produziu 195 unidades, conhecido como Superliner II, no período de 1991 a 1996. Os carros da Superliner I foram os últimos carros de passageiros construídos pela Pullman.
Os carros férreos incluem ônibus, vagões-restaurante, lounges e vagões-cama. A maioria dos espaços para passageiros localiza-se no nível superior, apresentando uma fileira de janelas em ambos os lados. Os carros Sightseer Lounge possuem janelas distintas do piso ao teto, no nível superior. O embarque fica no nível mais baixo; os passageiros sobem por uma escada central para acesso ao nível superior.
Os primeiros carros Superliner I entraram em serviço em fevereiro de 1979, com fabricação até 1981. A Amtrak destinou os carros para trens de longa distância e de curta distância no Oeste dos Estados Unidos. A primeira missão permanente, em outubro de 1979, foi na linha Empire Builder, a partir da estação ferroviária Union Station na cidade de Chicago, à estação King Street, na cidade de Seattle. A fabricação do Superliner II começaram a partir de 1993; os carros adicionais permitiram a aposentadoria dos antigos carros da classe Hi-Level, e a contratação de Superliners para trens no Nordeste dos Estados Unidos. A estrutura dos túneis impedem seu tráfego no corredor Nordeste.

## Antecedentes

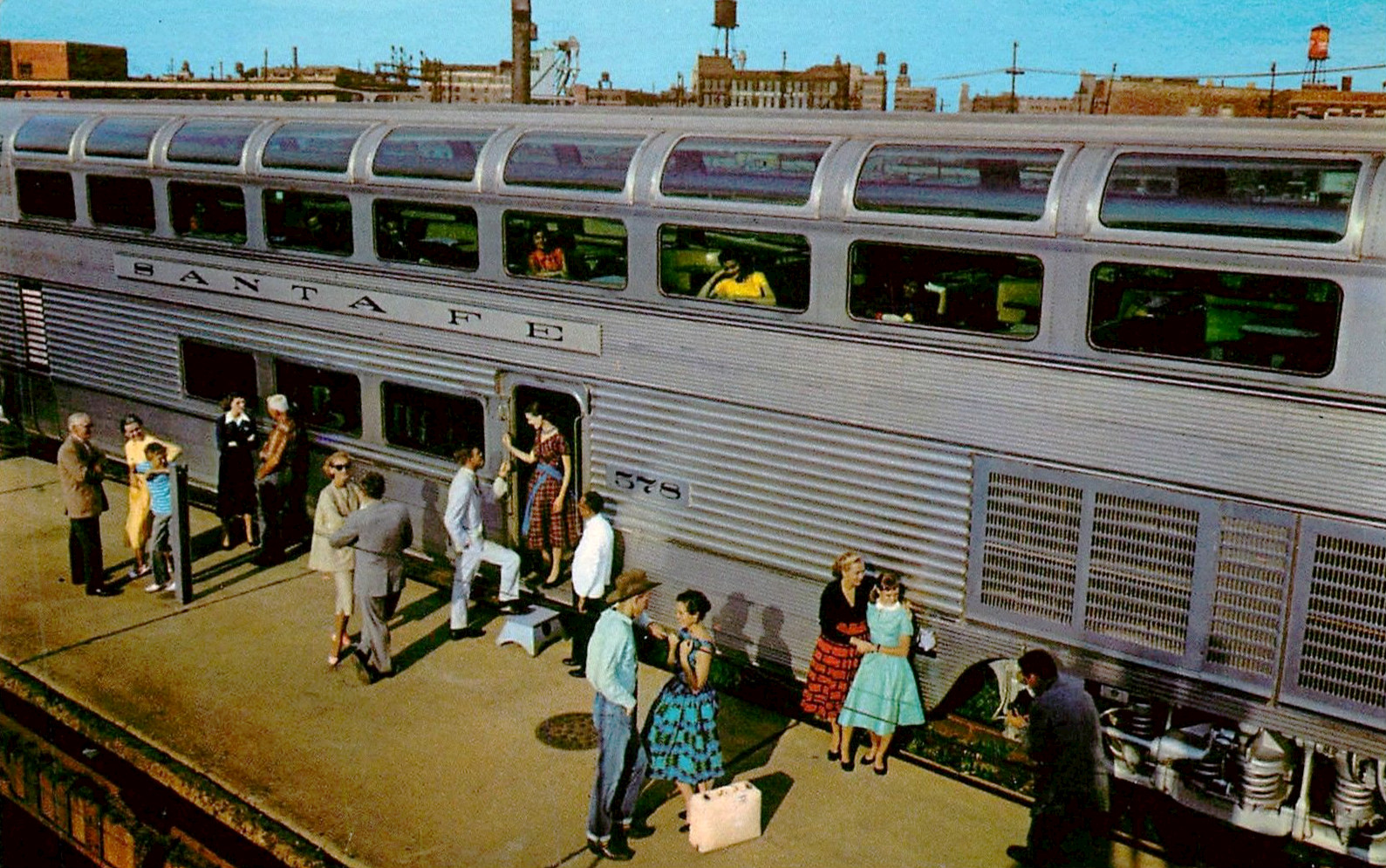
O exterior do Hi-Level no El Capitan, logo após o seu funcionamento em 1956.

Em 1º de maio de 1971, a Amtrak assumiu o controle de quase todos os serviços ferroviários de passageiros interurbanos do setor privado nos Estados Unidos, com um mandato para reverter décadas de declínio. Reteve cerca de 184 dos 440 trens que haviam sido executados no dia anterior. Para operar os trens, a Amtrak herdou uma frota de 300 locomotivas e 1.190 carros de passageiros — a maioria dos quais datava das décadas de 1940 e 1950. Desde 1955, nenhum carro-dormitório foi construído para serviço nos Estados Unidos.
Os carros convencionais de apenas um nível, compunham a maior parte da frota herdada pela Amtrak. Entretanto, também incluíam 73 carros de alto nível do Santa Fe. A empresa Budd Company, construiu estes entre 1954 e 1964; o design de dois níveis, com suas vistas superiores e características de pilotagem suaves, era bem adequado para as longas distâncias no oeste. Michael Weinman, que trabalhou na empresa de design Louis T. Klauder & Associates, lembrou que quando a Amtrak emitiu um pedido de proposta (RFP) em 1973 para um carro de passageiro "totalmente novo", "foi assumido" que o projeto poderia ter dois níveis. Treze empresas responderam à RFP; A Amtrak selecionou a proposta do Klauder. O projeto foi concluído em meados de 1974 e a Amtrak convidou quatro empresas para licitar sua construção: Boeing, Budd, Pullman Company e Rohr, com a Pullman ganhando o contrato.

## História

### Superliner I
A Amtrak comprou 235 vagões Superliner I da Pullman Company, 2 de abril de 1975, com entregas programadas para janeiro de 1977 a junho de 1978. A encomenda consistia em 120 vagões, 55 carros-dormitório, 34 carros-restaurante e 26 lounges. A Amtrak logo aumentou o pedido para 284 carros — acrescentando 30 vagões, 15 carros-dormitório, 5 carros-restaurante e 1 lounge desativado. O pedido inicial custou cerca de 143,6 milhões de dólares; com os carros adicionais e outros pagamentos, o custo subiu para 250 milhões de dólares.
A ferrovia pedia a seus funcionários para nomear os novos carros ferroviários, anunciando a inscrição vencedora em seu boletim interno em 1º de junho de 1977: o nome Vistaliner, em referência aos carros Vista-Domes da Ferrovia Chicago, Burlington e Quincy. Entretanto, o boletim noticiou que o nome já estava sob direitos autorais de outra empresa, por isso os carros seriam apelidados de Superliners, um nome criado pela então agência de publicidade da Amtrak, Needham, Harper & Steers, então agência de publicidade da Amtrak.
Quando os carros chegaram em 1978 e 1979, a Amtrak os colocou em uso nas rotas de curta distância advindas de Chicago. Os primeiros ônibus férreos entraram em serviço regular a partir de 26 de fevereiro de 1979, através do Hiawatha Service. Os ônibus, liderados por uma locomotiva mdelo EMD F40PH, deslocava o Turboliner — trem movido a gás —, continuando a funcionar durante várias semanas. Posteriormente, os trens Illini e Shawnee, receberam os carros da Superliner; o primeiro carro-restaurante da Superliner percorreu no Shawnee, como um salão.

#### Ampliação da frota
Uma inauguração pública ocorreu na Union Station de Chicago em 11 de outubro de 1979, seguida por uma curta viagem pela ferrovia Burlington Northern até a estação de Lisle. No dia seguinte, o trem Shawnee teve a duvidosa distinção do primeiro acidente do Superliner, uma colisão com um trem de carga da Illinois Central Gulf Railroad em Harvey, custando a vida de dois tripulantes do trem de carga.